# 鯰峠
鯰峠（なまずとうげ）は、兵庫県の赤穂郡上郡町と赤穂市との行政境界に位置する峠の1つである。上郡町側では兵庫県道5号姫路上郡線と接続しており、赤穂市側には赤穂国際カントリークラブがある。

## 名称
魚類の名前が付けられた峠は、兵庫県内では珍しい。伝説によれば鯰峠付近の馬路池の恋仲にあった鯰を、大蛇が飲み込んでしまったので、それを弘法大師（空海）が供養し、峠の名前を「鯰峠」にしたという。

## 山陽道
赤穂市と上郡町との行政境界には幾つかの峠があり、その1つが鯰峠である。鯰峠の南には、江戸時代の山陽道が越えていた鯰峠よりも勾配が急で難路だった有年坂峠があり、徒歩でなら通行できる。しかし、有年坂峠は急勾配だったために、かつての山陽道を踏襲した国道の国道2号は鯰峠の側に迂回する経路に変更された。なお、この付近の山陽道の経路が変更されたのは初めてではなく、この付近の古代の山陽道は兵庫県道5号姫路上郡線に近い経路だった。

## 周辺
- 国道2号を約5 km西方面に向かうと、兵庫県と岡山県の県境の船坂峠がある。なお、こちらの船坂峠は古代の山陽道が越えていた峠である[6]。
- 北東方面には真言宗の寺院「太山寺」や播磨自然高原がある。
- 峠の上郡側の県道を入り5 km程先にはJR西日本と智頭急行の上郡駅がある。